# Robert Kostecki (zapaśnik)
Robert Jacek Kostecki (ur. 31 marca 1969 w Krasnymstawie) – zapaśnik stylu wolnego, olimpijczyk z Barcelony (1992) i Atlanty (1996). Obecnie  trener i sędzia ringowy MMA
W trakcie kariery zawodniczej występował w kategorii średniej. Był ośmiokrotnym mistrzem Polski (lata 1990−1996, 1998). W roku 1991 startował w mistrzostwach świata, w których zajął 5. miejsce. Czterokrotnie występował w mistrzostwach Europy. W latach 1991 i 1994 bez powodzenia, natomiast w 1995 roku zajął 6, a w 1996 - 4. miejsce.
Na igrzyskach olimpijskich w roku 1992 odpadł w pierwszej rundzie. Cztery lata później w Atlancie zajął 17. miejsce.